# چرخ‌ریسک ابروزرد
چرخ‌ریسک ابروزرد (به انگلیسی: Sylviparus modestus)، گونه‌ای از پرندگان خانواده چرخ‌ریسکان است که در سردهٔ تک‌نماد Sylviparus جای می‌گیرد.
در جنوب هیمالیا، شمال شرق هند و جنوب چین با مقادیر کمتر در جنوب شرق آسیا یافت می‌شود. زیستگاه‌های طبیعی آن جنگل‌های جلگه‌ای نمناک نیمه‌گرمسیری یا گرمسیری و جنگل‌های کوهستانی نمناک نیمه‌گرمسیری یا گرمسیری است.